# باول هوفمان (عالم وظائف الأعضاء)
باول هوفمان (بالألمانية: Paul Hoffmann)‏ هو عالم وظائف الأعضاء ألماني، ولد في 1 يوليو 1884 في تارتو في إستونيا، وتوفي في 9 مارس 1962 في فرايبورغ في ألمانيا.